# Circuit automobile temporaire
Les circuits automobiles temporaires sont des types de circuits automobiles n'étant utilisés qu'à titre provisoire pour accueillir un événement et dont la pratique des sports mécaniques ne constitue pas l'essentiel de son activité.
Ce genre de circuit emprunte, le plus souvent, des voies publiques ou des rues (notamment en ville, on parle alors de circuit urbain, comme le circuit de Monaco). Les événements qui se déroulent sur ce type de circuit sont généralement de nature exceptionnelle.

## Historique
Les premières courses automobiles et motocyclistes se déroulaient sur des circuits temporaires, souvent très longs et empruntant des routes rurales (exception des circuits en ville), aucun complexe n'était à l'époque dédié aux sports mécaniques. Certains ont accueilli la Formule 1, comme le circuit de Monaco, qui l'accueille encore aujourd'hui.

## Variantes

### Circuits urbains
Les circuits urbains sont la variante la plus connue des circuits temporaires, ils empruntent des rues situés au cœur des villes. La piste est la plupart du temps très étroite et il y a peu de dépassements lors des courses, ce type de circuit peut être particulièrement dangereux et nécessite beaucoup de contrôles, notamment en matière de sécurité pour les pilotes.

### Circuits sur routes rurales
Les circuits sur routes hors-agglomérations constituaient autrefois l'essentiel des circuits automobiles avant l'apparition des circuits permanents. Le plus célèbre d'entre eux est le circuit des 24 Heures du Mans qui emprunte la célèbre ligne droite des Hunaudières. Pour raison de sécurité, il est raccourci pour éviter la ville qu'il empruntait dans ses premières versions.

### Circuits sur aéroport
Les circuits tracés sur des pistes pour avions sont très populaires en Angleterre, aux États-Unis et au Canada, comme le circuit de l'aéroport d'Edmonton.

### Autres
Le Grand Prix de Las Vegas de Formule 1 s'est déroulé sur un circuit tracé sur l'immense parking de l'hôtel-casino Cæsars Palace de Las Vegas, le circuit urbain du Caesars Palace, en 1981 et 1982. Des circuits, souvent courts, sont ainsi tracés sur des parkings de façon provisoire, parfois pour des épreuves de karting.
On trace aussi des circuits courts dans des enceintes couvertes, comme au palais omnisports de Paris-Bercy, ou dans des stades, comme au stade de France pour The Race of Champions.

## Liste des circuits temporaires
Les circuits indiqués par un fond bleu sont ceux utilisés actuellement.

### Urbain
| Circuit                                           | Lieu                          | Événements                                                           |                      |
| Afrique                                           | Afrique                       | Afrique                                                              |                      |
| ------------------------------------------------- | ----------------------------- | -------------------------------------------------------------------- | -------------------- |
| Circuit urbain de Durban                          | Durban, Afrique du Sud        | Grand Prix des Nations A1 GP de Durban                               |                      |
| Circuit de la Mellaha                             | Tripoli, Libye                | Grand Prix automobile de Tripoli                                     |                      |
| Circuit d'Ain-Diab                                | Casablanca, Maroc             | Grand Prix automobile du Maroc                                       |                      |
| Circuit Moulay El Hassan                          | Marrakech, Maroc              | Grand Prix automobile de Marrakech                                   |                      |
| Amérique du Nord                                  |                               |                                                                      |                      |
| Circuit urbain du parc des expositions de Toronto | Toronto, Canada               | Grand Prix automobile de Toronto                                     |                      |
| Circuit Trois-Rivières                            | Trois-Rivières, Canada        | Grand Prix de Trois-Rivières                                         |                      |
| Circuit de Bayfront Park                          | Miami, États-Unis             | Grand Prix automobile de Miami                                       | En attente de photo. |
| Circuit de Bicentennial Park                      | Miami, États-Unis             | Grand Prix automobile de Miami                                       | En attente de photo. |
| Circuit RFK Stadium                               | Washington, D.C., États-Unis  | Grand Prix automobile de Washington D.C                              | En attente de photo. |
| Circuit Brown Convention Center                   | Houston, États-Unis           | Grand Prix automobile de Houston                                     |                      |
| Circuit Civic Center                              | Denver, États-Unis            | Grand Prix automobile de Denver                                      |                      |
| Circuit Pepsi Center                              | Denver, États-Unis            | Grand Prix automobile de Denver                                      |                      |
| Circuit de Fair Park                              | Dallas, États-Unis            | Grand Prix automobile de Dallas                                      |                      |
| Circuit de la Reunion Arena                       | Dallas, États-Unis            | Grand Prix automobile de Dallas                                      |                      |
| Circuit urbain de Fremont Street                  | Las Vegas, États-Unis         | Grand Prix automobile de Las Vegas                                   |                      |
| Circuit urbain du Caesars Palace                  | Las Vegas, États-Unis         | Grand Prix automobile de Las Vegas                                   |                      |
| Circuit urbain Tropicana Field                    | St. Petersburg, États-Unis    | Grand Prix de St. Petersburg                                         |                      |
| Circuit urbain de St. Petersburg                  | St. Petersburg, États-Unis    | Grand Prix de St. Petersburg                                         |                      |
| Circuit urbain de Long Beach                      | Long Beach, États-Unis        | Grand Prix de Long Beach                                             |                      |
| Circuit urbain de Reliant Park                    | Houston, États-Unis           | Grand Prix automobile de Houston                                     |                      |
| Circuit urbain de Détroit                         | Détroit, États-Unis           | Grand Prix automobile de Détroit                                     |                      |
| Circuit urbain de Détroit-Belle Isle              | Détroit, États-Unis           | Grand Prix automobile de Détroit                                     |                      |
| Circuit urbain de Baltimore                       | Baltimore, États-Unis         | Grand Prix de Baltimore                                              |                      |
| Circuit urbain de Port Imperial                   | Weehawken, États-Unis         | Grand Prix automobile d'Amérique                                     |                      |
| Circuit urbain de Phoenix                         | Phoenix, États-Unis           | Grand Prix automobile des États-Unis                                 |                      |
| Amérique du Sud                                   |                               |                                                                      |                      |
| Circuit de Santa Fe                               | Santa Fe, Argentine           | Grand Prix de Santa Fe                                               |                      |
| Circuit urbain Anhembi                            | São Paulo, Brésil             | Grand Prix automobile de Sao Paulo                                   |                      |
| Circuit urbain de Ribeirão Preto                  | Ribeirão Preto, Brésil        | Riberao Preto Stock Car Brazil                                       |                      |
| Circuit de Piriápolis                             | Piriápolis, Uruguay           | Grand Prix de Piriápolis                                             |                      |
| Circuit de Punta del Este                         | Maldonado, Uruguay            | Grand Prix de Punta del Este                                         |                      |
| EPrix de Mexico                                   |                               |                                                                      |                      |
| Asie                                              |                               |                                                                      |                      |
| Circuit urbain de Zhuhai                          | Zhuhai, Chine                 | 3 Heures de Zhuhai                                                   |                      |
| Circuit urbain de Shunyi                          | Pékin, Chine                  | Superleague Formula Beijing                                          |                      |
| Circuit urbain de Jingkai                         | Pékin, Chine                  | Grand Prix des Nations A1 GP Pékin                                   |                      |
| Circuit urbain de Shanghai-Pudong                 | Shanghai, Chine               | DTM Shanghai                                                         |                      |
| Circuit urbain de Shanghai-Sud                    | Shanghai, Chine               | DTM Shanghai                                                         |                      |
| Circuit de Lippo Village                          | Jakarta                       | Grand Prix des Nations A1 GP Jakarta                                 |                      |
| Circuit urbain de Changwon                        | Changwon, Corée du Sud        | Super Prix de Corée                                                  |                      |
| Circuit de Guia                                   | Macao                         | Grand Prix automobile de Macao                                       |                      |
| Circuit urbain de Singapour                       | Singapour                     | Grand Prix automobile de Singapour                                   |                      |
| Thomson Road                                      | Singapour                     | Grand Prix automobile de Singapour                                   |                      |
| Circuit urbain de Hanoï                           | Viêt Nam                      | Grand Prix automobile du Viêt Nam                                    |                      |
| Europe                                            |                               |                                                                      |                      |
| Norisring                                         | Nuremberg, Allemagne          | DTM Trophée du Norisring                                             |                      |
| Automobil-Verkehrs- und Übungs-Straße GmbH        | Banlieue de Berlin, Allemagne | Grand Prix automobile d'Allemagne / DTM AVUS                         |                      |
| Circuit urbain de Bakou                           | Bakou, Azerbaïdjan            | Grand Prix automobile d'Europe / Grand Prix automobile d'Azerbaïdjan |                      |
| Circuit de Faelledparken                          | Copenhague, Danemark          | Grand Prix historique de Copenhague                                  |                      |
| Circuit urbain de Valence                         | Valence, Espagne              | Grand Prix automobile d'Europe                                       |                      |
| Circuit de Montjuïc                               | Barcelone, Espagne            | Grand Prix automobile d'Espagne / Grand Prix moto d'Espagne          |                      |
| Circuit de Pedralbes                              | Barcelone, Espagne            | Grand Prix automobile d'Espagne                                      |                      |
| Circuit de Lasarte                                | Lasarte-Oria, Espagne         | Grand Prix automobile d'Espagne                                      |                      |
| Helsinki Thunder                                  | Helsinki, Finlande            | 3 Heures d'Helsinki                                                  |                      |
| Circuit du lac d'Aix-les-Bains                    | Aix-les-Bains, France         | Circuit du Lac                                                       |                      |
| Circuit des Platanes                              | Perpignan, France             | Grand Prix automobile du Roussillon                                  |                      |
| Circuit de Pau-Ville                              | Pau, France                   | Grand Prix automobile de Pau / Grand Prix historique de Pau          |                      |
| Circuit des Remparts                              | Angoulême, France             | Grand Prix automobile du Circuit des Remparts                        |                      |
| Circuit des Invalides                             | Paris, France                 | ePrix de Paris                                                       |                      |
| Circuit de Monaco                                 | Monte-Carlo, Monaco           | Grand Prix automobile de Monaco                                      |                      |
| Circuit de Boavista                               | Porto, Portugal               | Circuito da Boavista / Grand Prix historique de Porto                |                      |
| Bucarest Ring                                     | Bucarest, Roumanie            | Bucharest City Challenge                                             |                      |
| Circuit des nations de Genève                     | Genève, Suisse                | Grand Prix automobile des Nations                                    |                      |
| Océanie                                           |                               |                                                                      |                      |
| Circuit de l'Albert Park                          | Melbourne, Australie          | Grand Prix automobile d'Australie                                    |                      |
| Circuit de Surfers Paradise                       | Gold Coast, Australie         | Gold Coast 600                                                       |                      |
| Circuit de Homebush Bay                           | Sydney, Australie             | Sydney 600                                                           |                      |
| Circuit urbain d'Adélaïde                         | Adélaïde, Australie           | Adelaide 500 / Grand Prix automobile d'Australie                     |                      |
| Circuit urbain de Townsville                      | Townsville, Australie         | Towsnville 400                                                       |                      |
| Circuit urbain de Canberra                        | Canberra, Australie           | Canberra 400                                                         |                      |
| Circuit urbain d'Hamilton                         | Hamilton, Nouvelle-Zélande    | Hamilton 400                                                         |                      |

### Routes rurales
| Circuit                          | Lieu                                                | Catégories                                                 |
| Amérique du Nord                 | Amérique du Nord                                    | Amérique du Nord                                           |
| -------------------------------- | --------------------------------------------------- | ---------------------------------------------------------- |
| Circuit Gilles Villeneuve        | Montréal, Canada                                    | Formule 1                                                  |
| Amérique du Sud                  |                                                     |                                                            |
| Circuit de Potrero de los Funes  | San Luis, Argentine                                 | Championnat du monde FIA GT1                               |
| Asie                             |                                                     |                                                            |
| Circuit international de Corée   | Mokpo, Corée du Sud                                 | Formule 1                                                  |
| Europe                           |                                                     |                                                            |
| Circuit de Chimay                | Chimay, Belgique                                    | Rassemblements automobiles                                 |
| Circuit de Reims-Gueux           | Reims, Thillois et Gueux, France                    | Formule 1, Formule 2, Formule 3, Grand Prix d'Avant-Guerre |
| Circuit de Rouen-les-Essarts     | Grand-Couronne, France                              | Formule 1                                                  |
| Circuit automobile de Cadours    | Cadours, France                                     | Formule 2                                                  |
| Circuit automobile du Comminges  | Saint-Gaudens, France                               | Grand Prix d'Avant-Guerre, Formule 2                       |
| Circuit des 24 Heures            | Le Mans, France                                     | 24 Heures du Mans                                          |
| Circuit de Pescara               | Spoltore, Cappelle, Montesilvano et Pescara, Italie | Formule 1, Vitesse moto                                    |
| Circuit de Kielce                | Kielce, Pologne                                     |                                                            |
| Circuit du parc de Monsanto      | Lisbonne                                            | Formule 1                                                  |
| Circuit de Horice                | Horice, République tchèque                          | Courses motocyclistes                                      |
| Circuit de Bremgarten            | Bremgarten bei Bern, Suisse                         | Formule 1, Vitesse moto                                    |
| Circuit de Porrentruy-Courtedoux | Porrentruy, Courtedoux, Suisse                      | Circuit de Porrentruy                                      |
| Océanie                          |                                                     |                                                            |
| Circuit Mount Panorama           | Bathurst, Australie                                 | V8 Supercars                                               |

### Aéroport
| Circuit                          | Lieu                       | Catégories                                        |
| Amérique du Nord                 | Amérique du Nord           | Amérique du Nord                                  |
| -------------------------------- | -------------------------- | ------------------------------------------------- |
| Circuit de l'aéroport d'Edmonton | Edmonton, Canada           | IndyCar Series (Grand Prix automobile d'Edmonton) |
| Circuit urbain de St. Petersburg | St. Petersburg, États-Unis | IndyCar Series (Grand Prix de St. Petersburg)     |
| Europe                           |                            |                                                   |
| Circuit de Berlin-Tempelhof      | Berlin, Allemagne          | Formule E (ePrix de Berlin)                       |
| Circuit de Zeltweg               | Zeltweg, Autriche          | Formule 1                                         |